# 膨脹彎貝介
膨脹彎貝介（学名：Loxoconcha convexa）为彎貝介科彎貝介屬下的一个种。